# 64e régiment d'artillerie (France)
 (août 2020).
Pour les articles homonymes, voir 64e régiment.
Le 64e régiment d'artillerie d'Afrique est un régiment d'artillerie de l'armée de terre française en activité entre 1917 et 1963. Il est initialement créé comme régiment de défense contre avion avant d'être rattaché à  l'Armée d'Afrique.

## Première Guerre mondiale
Ce régiment est créé pour utiliser des projecteurs de l'Artillerie de Défense contre Aéronefs. Avec le développement de l'aviation, l'artillerie s'organise progressivement pour y faire face. Des unités et des postes de D.C.A. sont créés.
Par la suite, ces unités seront rattachées au 62e R.A.C. En octobre 1917 d'autres unités avec le même objectif seront créées:
- 63e RADCA (Armée),
- 64e RADCA (Paris)
- 65e RADCA (Intérieur, sauf Paris)

## Entre-deux-guerres
En 1924, le 64e régiment d'artillerie d'Afrique est créé à partir des 4e et 9e groupes d'artillerie de campagne d’Afrique, en même temps que le 63e régiment d'artillerie d'Afrique, qu’il absorbera et reconstituera à plusieurs reprises. Jusqu’en 1934, il prend part à des opérations au Maroc, consécutives à la Guerre du Rif : le Rif, la Tache de Taza, le Tadla, le Djebel Sagho, l’Anti-Atlas et le Draa.

## Seconde Guerre mondiale

### 1939
Le 64e est affecté à la 1re division marocaine, cantonnée près de Thionville. Il participe à la bataille de la Dyle, à Gembloux et à Ernage, à celle du Nord dans la forêt de Mormal puis à celles de l’Escaut et de la Scarpe. C’est au cours de la bataille de Gembloux que sera tué le Chef d’Escadron Clair, qui donnera son nom au Quartier de Meknès.

### 1942
- 17 novembre 1942: Campagne de Tunisie dès le débarquement allié

### 1943
Début 1943, au Djebel Mansour, ayant reçu l’ordre de se sacrifier pour sauver l’Infanterie, les artilleurs du 64e R.A.A tirent leurs derniers obus à quelques dizaines de mètres sur les chars ennemis avant de faire sauter leurs pièces.
Reconstitués, ils participent à la victoire finale au Djebel Zaghouan.
Les 1er, 2e et 3e groupes sont équipés de matériel américain neuf, puis envoyés en Italie au sein du Corps expéditionnaire français du général Juin, à Mona Casale et Costa San Pietro, à Acquafondata, au Belvédère et dans les Abruzzes.
- février à mai : Combats de la Bataille du Monte Cassino
- 28 décembre : embarquement à Naples au sein d'un convoi de 60 navires[3] au 18 février [4]
- 31 décembre[3] au 18 février 1944[4]: débarquement à Naples avec la 4e division marocaine de montagne, composée également du 69e RAA, des 1er, 2e et 6e régiments de Tirailleurs marocains, du 4e Régiment de spahis marocains, du 8e Régiment de Chasseurs d'Afrique, du Régiment d'artillerie coloniale du Levant, du 1er Groupe de Tabors marocains (G.T.M.), un bataillon du Génie, Train, Service de Santé[5], soit au total près de 20 000 hommes, dont environ 13 000 Marocains (65 %).

### 1944
- mai : Bataille du Garigliano (1944): le 64e R.A.A prend une part prépondérante dans l’effondrement du front ennemi, le 11 mai 1944[6]
- été : avancée vers Rome, prise le 5 juin[3], où le 64e R.A.A défile Place de Venise, puis vers Florence, par Sienne, prise le 3 juillet[3], et San Gimignano.
- Les trois groupes sont relevés avant Florence et rejoignent le général de Lattre, commandant en chef de la 1re armée Française.
Le 4e groupe rejoindra ensuite la 2e DB du général Leclerc.

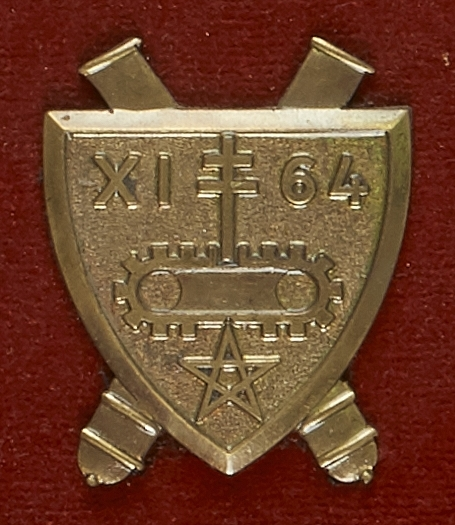
Insigne du groupe détaché à la 2e DB.

- fin août : débarquement à Marseille et montée vers Briançon, où le 64e R.A.A passe trois semaines sur frontière italienne[3].
- décembre : combats sur la poche de Colmar[3].

### 1945
- janvier : combats dans les Vosges et la Plaine d'Alsace
- 16 avril : le Rhin est passé et le 64e participe à la prise de Freudenstadt.
- Lors de l'encerclement de la Forêt-Noire, le 64e R.A.A forme un groupement tactique avec le 6e régiment de Tirailleurs marocains, prêté par la 4e division marocaine de montagne, sous les ordres du colonel Baillif[7]: le général de Lattre prévoit de prendre à revers le Rhin et la Forêt-Noire, tandis que le pays de Bade et le Wurtemberg seront submergés par l’éclatement en éventail des forces de sa 1re Armée Française. La 4e division marocaine de montagne doit contourner la Forêt-Noire par l'est, gagner au plus vite la frontière Suisse, au nord de Schaffhouse et encercler les allemands qui défendent le Bade. Au 22 avril, elle a pris Schwenningen, Villingen et Donaueschingen et s'étire sur plus de 45 kilomètres. Les allemands forcent le barrage, mais le 1er groupe d'artillerie du 64e R.A.A, un moment cerné, se dégage et fait échouer la contre-attaque[7].

Ses différents groupes et ses batteries, ont été décorés de la Croix de Guerre 1939-1945 avec quatorze citations, de la Croix de Guerre des T.O.E. (en Opérations Extérieures) avec six citations, de la Croix de Guerre belge avec une citation et de la Presidential Unit Citation (États-Unis). C'est le seul régiment d’artillerie à avoir obtenu autant de décorations en si peu de temps[réf. nécessaire].

### 1955-1958 Afrique du nord
En 1955, l’Afrique du Nord se soulève contre la domination française et les quatre Groupes du 64e se retrouvent dans le Rif marocain : Aknoul, Boured, Bou Zineb, le Col du Nador, Taounate, Rhafsaï, les mêmes noms que lors de la révolte d'Abdelkrim al-Khattabi des années 1920 reviennent dans les Journaux des Marches et Opérations du Régiment, à qui l’on retire ses artilleurs marocains[style à revoir].
Le régiment est cantonné à Meknès lors des massacres de colons qui ont eu lieu dans la région en octobre 1956.

### 1957-1962 Algérie
Renforcé par une batterie du 1er Groupe, il devient le 64e Groupe d’Artillerie en 1962. Il est ensuite rapatrié et dissous à Sissonne un an après.

## Étendard
Il porte, cousues en lettres d'or dans ses plis, les inscriptions suivantes :
- Maroc 1908-1934
- Gembloux 1940
- Djebel-Mansour 1943
- Garigliano 1944
- Strasbourg (1945)
- Forêt-Noire 1945
- Indochine 1949-1954
- AFN 1952-1962

## Sources et bibliographie
- Historique du 64e Régiment d'Artillerie d'Afrique

## Sources
- Inventaire sommaire des archives de la guerre, Impr. La Renaissance, 1975.
- Historique du 64e régiment d'artillerie, Nancy-Paris-Strasbourg, Imprimerie Berger-Levrault (lire en ligne).